# فرودگاه گریتر بینگمتن
فرودگاه گریتر بینگمتن (به انگلیسی: Greater Binghamton Airport) (به زبان بومی: Edwin A. Link Field) یک فرودگاه همگانی پایگاه هوایی (۲۰۱۰) با کد یاتا BGM است که یک باند فرود آسفالت دارد و طول باند آن ۲۱۶۴ متر است. این فرودگاه در شهر بینگهمتون، نیویورک کشور ایالات متحده آمریکا قرار دارد و در ارتفاع ۴۹۸٫۷ متری از سطح دریا واقع شده‌است.

## شرکت‌های هواپیمایی و مقصدهای پروازی
Scheduled passenger service:
| شرکت‌های هواپیمایی | مقصدهای پروازی                 |
| ----------------- | ------------------------------ |
| دلتا کانکشن       | متروپولیتن شهرستان وین دیترویت |

### Top destinations
| Rank | City                           | Passengers | Carriers |
| ---- | ------------------------------ | ---------- | -------- |
| 1    | متروپولیتن شهرستان وین دیترویت | 28,420     | Delta    |
| 2    | فیلادلفیا                      | 13,810     | American |
| 3    | لیبرتی نیوآرک                  | 9,400      | United   |